# Родовища блоку Балтім
Родовища блоку Балтім – газові родовища в єгипетському секторі Середземного моря, розробка яких організована за допомогою спільної інфраструктури.
В 1993 році розвідувальні свердловини Baltim South-1 та Baltim East-1 виявили родовища Південний Балтім та Східний Балтім, а в 1995-му за допомогою свердловини Baltim North-1 відкрили Північний Балтім. Всі вони знаходились на ліцензійному блоці Балтім, інвесторами якого на паритетних засадах виступили Amoco (невдовзі стане частиною BP) та італійська Eni.
Газові поклади родовищ пов’язані із формацією Абу-Маді (мессінський ярус верхнього міоцену), що сформувалась шляхом заповнення флювіально-дельтовими пісковиками флювіальної палеодолини, яка виступила на поверхню в умовах різкого зниження рівня моря. Відкриття на блоці Балтім підтвердили поширення продуктивних відкладів палеодолини, у верхній частині якої колись відкрили гігантське родовище Абу-Маді (перше в історії газоносного басейну дельти Ніла). Як колектори виступають пісковики із пористістю 17 – 18% для Східного та 15 – 22% для Північного Балтіму. Поклади залягають на глибинах від 3,6 до 4 км.
Розробка блоку почалась у 1997-му із введення в експлуатацію найменшого за розмірами (та найближчого до узбережжя) родовища Південний Балтім, на якому встановили одноопорну платформу вагою 160 тон. 
В 2000-му стало до ладу найбільше у групі родовище Східний Балтім, яке знаходиться в районі з глибиною моря 44 метра. Тут спершу встановили одну платформу, до якої в 2005-му приєдналась друга. Того ж 2005 року ввели в експлуатацію Північний Балтім, до облаштування якого увійшла одна платформа. У підсумку в розробці Східного та Північного Балтіму використали 12 та 7 видобувних свердловин відповідно.
Видача продукції родовищ відбувається по системі трубопроводів, що ведуть до газопереробного заводу Абу-Маді.
Запаси ліцензійного блоку Балтім оцінили у 13 млрд м3 газу та 13,2 млн барелів нафти та конденсату.
У другій половині 2010-х західніше від ланцюжка родовищ групи Балтім (але в межах тієї ж палеодолини, ширина якої сягає двох десятків кілометрів) виявили значні родовища Нурос та Південно-Західний Балтім (разом відомі як "Великий Нурос").